# 吴澄舒
吴澄舒（1996年8月26日—），江苏江阴人，中国女子足球运动员，中国国家女子足球队队员，毕业于江阴二中，曾效力于江苏女足，2022年11月加盟堪培拉联足球俱乐部。她曾代表中国队参加2022年亚足联女子亚洲杯，并随队获得冠军。
2023年8月吴澄舒加入法国女子足球甲级联赛第戎女子足球俱乐部。